# Alfafetoprotein
Álfafetoproteín (AFP) je plazemska beljakovina, ki nastaja v fetalnih jetrih, po rojstvu izgine in se ponovno pojavi pri teratomih in rakih jeter ter se upošteva kot tumorski označevalec.  Gre za glikoprotein z molekulsko maso okrog 70 KD in ga sestavlja 591 aminokislin in ogljikovodikova enota.

## Vloga
AFP je pri plodu najbolj razširjena plazemska beljakovina. V materini plazmi izmerimo najvišje koncentracije AFP tik ob koncu prvega trimesečja nosečnosti, nato se njegove ravni začnejo nižati, po porodu pa naglo pade. Normalne vrednosti, kot jih izmerimo pri odraslih, se ustalijo pri otroku v starosti približno 8 do 12 mesecev. Njegova vloga pri odraslem človeku ni poznana, pri glodavcih pa so ugotovili, da se veže na estradiol in mu tako prepreči, da bi prehajal skozi posteljico v plodov krvni obtok in pri ženskem plodu povzročil viralizacijo. Pri človekju ne veže estradiola, zato ostaja njegova vloga nepojasnjena.
Pri glodavcih se lahko funkcija alfafetoproteina izniči z injiciranjem velikih količin estrogena, tako da je kapaciteta alfaproteinov presežena. Pri tem pride do maskulinizacije ploda. Ta učinek maskulinizacije se zdi protisloven, saj so estrogeni bistveni za razvoj sekundarnih ženskih spolnih znakov v puberteti. Vendar pred rojstvom estrogen ne izkazuje enakega učinka. Spolni hormoni fetalnih testisov, kot sta testosteron in anti-Müllerjev hormon, so potrebni za fenotipski razvoj moškega plodu. V odsotnosti teh hormonov se bo plod razvil v ženski fenotip, tudi plod z genoma XY. Pretvorba testosterona v estradiol s pomočjo aromataze v številnih tkivih je zgleda pomembna za maskulinizacijo teh tkiv. Maskulinizacija možganskega tkiva se zgodi tako pod vplivom pretvorbe testosterona v estradiol z encimom aromatazo kot tudi de novo sintezo estradiola v možganskem tkivu. Tako bi lahko alfaprotein ščitil plod pred materinim estradiolom, ki bi imel sicer maskulinizirajoče učinke na plod, vendar je to le predpostavka.

## Klinični pomen
Močno povišana serumska koncentracija AFP med nosečnostjo je lahko znak za različne anomalije ploda, kot so npr. spina bifida, anencefalija in atrezija požiralnika, ali za prisotnost večplodne nosečnosti.
Povišane serumske koncentracije AFP (nad 10 ng/ml) pri odraslih zasledimo ob akutnem virusnem hepatitisu, jetrni cirozi, obstruktivni zlatenici in pri nekaterih rakavih boleznih, kot so rak trebušne slinavke, pljuč in želodca.

### AFP kot tumorski označevalec
AFP spada kot tumorski označevalec v skupino onkofetalnih beljakovin. Poseben pomen ima za spremljanje bolnikov z jetrnoceličnim rakom (95–100-% specifičnost in senzitivnost), kjer so koncentracije nad 1200 ng/ml tako rekoč potrditev primarnega jetrnoceličnega raka ter bolnikov z neseminomskimi germinalnimi tumorji (rak mod ter nekatere redke vrste raka jajčnika) (60-% specifičnost).